# Liste von Infanteriedivisionen
Eine Infanteriedivision (InfDiv), auch Schützendivision, ist ein militärischer Großverband auf Divisionsebene, dessen Kampftruppenverbände der Truppengattung Infanterie angehören. Um das Gefecht der verbundenen Waffen führen zu können, gehören ihr zusätzlich Kampfunterstützungstruppen wie Artillerie, Pioniere usw. an. Abhängig vom Einsatzspektrum existieren verschiedene Abwandlungen dieses Divisionstyps wie leichte Infanterie-, Gebirgs-, Luftlande- bzw. Fallschirmjäger- und motorisierte Infanteriedivisionen.
Die Infanterie der Bundeswehr besteht heute aus den Truppengattungen der Jäger, Fallschirmjäger und Gebirgsjäger, die gemeinsam einen Verbund bilden. In der bestehenden Gliederung der Bundeswehr besteht nur noch die Division Schnelle Kräfte aus Infanterie, vormals zusätzlich die Division Luftbewegliche Operationen.
Die Panzergrenadiere zählen heute in Deutschland nicht mehr zur Infanterie, während es bei der US Army Infanteriedivision für mechanisierte Großverbände weiterhin gibt.
Die Marineinfanterie ist eine spezialisierte Truppe für infanteristische Aufgaben in Zusammenarbeit mit Seestreitkräften.

## Infanteriedivisionen

### Deutschland

#### Kaiserreich
Die Liste enthält nur die im Frieden bestehenden Divisionen.
Das Heer bestand aus den Heeren der Bundesstaaten Preußen, Bayern, Sachsen und Württemberg. Die nicht besonders bezeichneten Divisionen gehörten zur Preußischen Armee.
Gardedivisionen
- 1. Garde-Division
- 2. Garde-Division

Allgemeine Divisionen
- 1. Division
- 2. Division
- 3. Division
- 4. Division
- 5. Division
- 6. Division
- 7. Division
- 8. Division
- 9. Division
- 10. Division
- 11. Division
- 12. Division
- 13. Division
- 14. Division
- 15. Division
- 16. Division
- 17. Division
- 18. Division
- 19. Division
- 20. Division
- 21. Division
- 22. Division
- 23. Königlich Sächsische Division
- 24. Königlich Sächsische Division
- Großherzoglich Hessische (25.) Division
- 26. Division (1. Königlich Württembergische)
- 27. Division (2. Königlich Württembergische)
- 28. Division
- 29. Division
- 30. Division
- 31. Division
- 32. Division
- 33. Division
- 34. Division
- 35. Division
- 36. Division
- 37. Division
- 38. Division
- 39. Division
- 40. Division
- 41. Division
- 42. Division
- 212. Infanterie-Division (9. Königlich Sächsische)

Bayerische Divisionen
- 1. Königlich Bayerische Division
- 2. Königlich Bayerische Division
- 3. Königlich Bayerische Division
- 4. Königlich Bayerische Division
- 5. Königlich Bayerische Division
- 6. Königlich Bayerische Division

#### Reichswehr
- 1. Division
- 2. Division
- 3. Division
- 4. Division
- 5. Division
- 6. Division
- 7. Division

#### Wehrmacht
- 1. Infanterie-Division
- 2. Infanterie-Division
- 3. Infanterie-Division
- 4. Infanterie-Division
- 5. Infanterie-Division
- 6. Infanterie-Division
- 7. Infanterie-Division
- 8. Jäger-Division
- 9. Infanterie-Division
- 10. Infanterie-Division
- 11. Infanterie-Division
- 12. Infanterie-Division
- 13. Infanterie-Division
- 14. Infanterie-Division
- 15. Infanterie-Division
- 16. Infanterie-Division
- 17. Infanterie-Division
- 18. Infanterie-Division
- 19. Infanterie-Division
- 20. Infanterie-Division
- 21. Infanterie-Division
- 22. Infanterie-Division
- 23. Infanterie-Division
- 24. Infanterie-Division
- 25. Infanterie-Division
- 26. Infanterie-Division
- 27. Infanterie-Division
- 28. Infanterie-Division
- 29. Infanterie-Division
- 30. Infanterie-Division
- 31. Infanterie-Division
- 32. Infanterie-Division
- 33. Infanterie-Division
- 34. Infanterie-Division
- 35. Infanterie-Division
- 36. Infanterie-Division
- 41. Infanterie-Division
- 44. Infanterie-Division
- 45. Infanterie-Division
- 46. Infanterie-Division
- 47. Infanterie-Division
- 48. Infanterie-Division
- 50. Infanterie-Division
- 52. Infanterie-Division
- 56. Infanterie-Division
- 57. Infanterie-Division
- 58. Infanterie-Division
- 60. Infanterie-Division
- 61. Infanterie-Division
- 62. Infanterie-Division
- 68. Infanterie-Division
- 69. Infanterie-Division
- 71. Infanterie-Division
- 72. Infanterie-Division
- 73. Infanterie-Division
- 75. Infanterie-Division
- 76. Infanterie-Division
- 78. Infanterie-Division
- 79. Infanterie-Division
- 81. Infanterie-Division
- 82. Infanterie-Division
- 83. Infanterie-Division
- 86. Infanterie-Division
- 87. Infanterie-Division
- 88. Infanterie-Division
- 91. Infanterie-Division
- 93. Infanterie-Division
- 94. Infanterie-Division
- 95. Infanterie-Division
- 96. Infanterie-Division
- 98. Infanterie-Division
- 100. Jäger-Division
- 101. Jäger-Division
- 102. Infanterie-Division
- 106. Infanterie-Division
- 110. Infanterie-Division
- 111. Infanterie-Division
- 112. Infanterie-Division
- 113. Infanterie-Division
- 121. Infanterie-Division
- 122. Infanterie-Division
- 123. Infanterie-Division
- 125. Infanterie-Division
- 126. Infanterie-Division
- 129. Infanterie-Division
- 131. Infanterie-Division
- 132. Infanterie-Division
- 134. Infanterie-Division
- 137. Infanterie-Division
- 161. Infanterie-Division
- 162. Infanterie-Division
- 163. Infanterie-Division
- 164. Infanterie-Division
- 167. Infanterie-Division
- 168. Infanterie-Division
- 169. Infanterie-Division
- 170. Infanterie-Division
- 176. Infanterie-Division
- 181. Infanterie-Division
- 183. Infanterie-Division
- 190. Infanterie-Division
- 196. Infanterie-Division
- 197. Infanterie-Division
- 198. Infanterie-Division
- 199. Infanterie-Division
- 205. Infanterie-Division
- 206. Infanterie-Division
- 207. Infanterie-Division
- 208. Infanterie-Division
- 209. Infanterie-Division
- 210. Infanterie-Division
- 211. Infanterie-Division
- 212. Infanterie-Division
- 213. Infanterie-Division
- 214. Infanterie-Division
- 215. Infanterie-Division
- 216. Infanterie-Division
- 217. Infanterie-Division
- 218. Infanterie-Division
- 219. Infanterie-Division
- 221. Infanterie-Division
- 223. Infanterie-Division
- 225. Infanterie-Division
- 227. Infanterie-Division
- 228. Infanterie-Division
- 231. Infanterie-Division
- 239. Infanterie-Division
- 242. Infanterie-Division
- 243. Infanterie-Division
- 244. Infanterie-Division
- 245. Infanterie-Division
- 246. Infanterie-Division
- 250. Infanterie-Division („Blaue Division“) (spanisch)
- 251. Infanterie-Division
- 252. Infanterie-Division
- 253. Infanterie-Division
- 254. Infanterie-Division
- 255. Infanterie-Division
- 256. Infanterie-Division
- 257. Infanterie-Division
- 258. Infanterie-Division
- 260. Infanterie-Division
- 262. Infanterie-Division
- 264. Infanterie-Division
- 266. Infanterie-Division
- 269. Infanterie-Division
- 274. Infanterie-Division
- 275. Infanterie-Division
- 290. Infanterie-Division
- 293. Infanterie-Division
- 294. Infanterie-Division
- 295. Infanterie-Division
- 297. Infanterie-Division
- 303. Infanterie-Division
- 304. Infanterie-Division
- 305. Infanterie-Division
- 306. Infanterie-Division
- 311. Infanterie-Division
- 319. Infanterie-Division
- 320. Infanterie-Division
- 323. Infanterie-Division
- 326. Infanterie-Division
- 329. Infanterie-Division
- 333. Infanterie-Division
- 334. Infanterie-Division
- 337. Infanterie-Division
- 338. Infanterie-Division
- 339. Infanterie-Division
- 340. Infanterie-Division
- 342. Infanterie-Division
- 343. Infanterie-Division
- 345. Infanterie-Division
- 346. Infanterie-Division
- 348. Infanterie-Division
- 349. Infanterie-Division
- 352. Infanterie-Division
- 353. Infanterie-Division
- 355. Infanterie-Division
- 356. Infanterie-Division
- 357. Infanterie-Division
- 359. Infanterie-Division
- 361. Infanterie-Division
- 362. Infanterie-Division
- 367. Infanterie-Division
- 370. Infanterie-Division
- 371. Infanterie-Division
- 376. Infanterie-Division
- 377. Infanterie-Division
- 383. Infanterie-Division
- 384. Infanterie-Division
- 385. Infanterie-Division
- 387. Infanterie-Division
- 389. Infanterie-Division
- 416. Infanterie-Division
- 392. (kroatische) Infanterie-Division
- 704. Infanterie-Division (104. Jäger-Division)
- 719. Infanterie-Division
- Division Großdeutschland
- Division Brandenburg
- 999. leichte Afrika-Division
- 1. Marine-Infanterie-Division
- 2. Marine-Infanterie-Division
- 3. Marine-Infanterie-Division
- 11. Marine-Infanterie-Division
- 16. Marine-Infanterie-Division

#### Bundeswehr
In der Bundeswehr gab und gibt es keine Infanteriedivisionen. Diesem Divisionstyp entsprachen/entsprechen am ehesten
- 1. Gebirgsdivision (1956–2001)
- 2. Jägerdivision (in der Heeresstruktur 3 1970–1981)
- 4. Jägerdivision (in der Heeresstruktur 3 1970–1981)
- 1. Luftlandedivision (1976–1994)
- Verfügungstruppenkommando 41 (1981–1993)
- Kommando Luftbewegliche Kräfte/4. Division (1994–2001)
- Division Luftbewegliche Operationen (2002–2014)
- Division Spezielle Operationen (2001–2013)
- Division Schnelle Kräfte (ab 2014)

### Großbritannien

#### Erster Weltkrieg
Regular Army
- Guards Division
- 1st Division
- 2nd Division
- 3rd Division
- 4th Division
- 5th Division
- 6th Division
- 7th Division
- 8th Division
- 27th Division
- 28th Division
- 29th Division

New Army
- First New Army:
  - 9th (Scottish) Division
  - 10th (Irish) Division
  - 11th (Northern) Division
  - 12th (Eastern) Division
  - 13th (Western) Division
  - 14th (Light) Division
- Second New Army:
  - 15th (Scottish) Division
  - 16th (Irish) Division
  - 17th (Northern) Division
  - 18th (Eastern) Division
  - 19th (Western) Division
  - 20th (Light) Division
- Third New Army:
  - 21st Division
  - 22nd Division
  - 23rd Division
  - 24th Division
  - 25th Division
  - 26th Division
- Fourth New Army:
  - 30th Division
  - 31st Division
  - 32nd Division
  - 33rd Division
  - 34th Division
  - 35th Division
- Fifth New Army:
  - 36th (Ulster) Division
  - 37th Division
  - 38th (Welsh) Division
  - 39th Division
  - 40th Division
  - 41st Division

Territorial Army
- First Line:
  - 42nd (East Lancashire) Division
  - 43rd (Wessex) Division
  - 44th (Home Counties) Division
  - 46th (North Midland) Division
  - 47th (1/2nd London) Division
  - 48th (South Midland) Division
  - 49th (West Riding) Division
  - 50th (Northumbrian) Division
  - 51st (Highland) Division
- Second Line:
  - 45th (2nd Wessex) Division
  - 57th (2nd West Lancashire) Division
  - 58th (2/1st London) Division
  - 59th (2nd North Midland) Division
  - 60th (2/2nd London) Division
  - 61st (2nd South Midland) Division
  - 62nd (2nd West Riding) Division
  - 63rd (2nd Northumbrian) Division
  - 64th (2nd Highland) Division
  - 65th (2nd Lowland) Division
  - 66th (2nd East Lancashire) Division
  - 67th (2nd Home Counties) Division
  - 68th (2nd Welsh) Division
  - 69th (2nd East Anglian) Division

Sonstige
- Royal Naval Division (63rd (Royal Naval) Division)
- 71st, 72nd, 73rd Division (ohne Kriegseinsatz)
- 74th (Yeomanry) Division
- 75th Division

#### Zweiter Weltkrieg
Allgemeine Divisionen
- Guards Division
- 1st Infantry Division
- 2nd Infantry Division
- 3rd Infantry Division
- 4th Infantry Division
- 5th Infantry Division
- 6th Infantry Division
- 7th Infantry Division
- 8th Infantry Division
- 9th (Highland) Infantry Division
- 12th (Eastern) Infantry Division
- 15th (Scottish) Infantry Division
- 18th Infantry Division
- 23rd (Northumbrian) Infantry Division
- 36th Infantry Division
- 38th (Welsh) Infantry Division
- 42nd (East Lancashire) Infantry Division
- 43rd (Wessex) Infantry Division
- 44th (Home Counties) Infantry Division
- 45th Infantry Division
- 46th Infantry Division
- 47th (London) Infantry Division
- 48th (South Midland) Infantry Division
- 49th (West Riding) Infantry Division
- 50th (Northumbrian) Infantry Division
- 51st (Highland) Infantry Division
- 52nd (Lowland) Infantry Division
- 53rd (Welsh) Infantry Division
- 54th (East Anglian) Infantry Division
- 55th (West Lancashire) Infantry Division
- 56th (London) Infantry Division
- 59th (Staffordshire) Infantry Division
- 61st Infantry Division
- 66th Infantry Division
- 70th Infantry Division
- 76th Infantry Division
- 77th Infantry Division
- 78th Infantry Division
- 80th Infantry (Reserve) Division

County-Divisionen
- Devon and Cornwall County Division
- Dorset County Division
- Durham and North Riding County Division
- Essex County Division
- Hampshire County Division
- Lincolnshire County Division
- Norfolk County Division
- Northumberland County Division
- West Sussex County Division
- Yorkshire County Division

### Italien
- Nachstehende Divisionen wurden ab 1945 wieder aufgestellt und von 1962 bis 1986 entweder zu Brigaden verkleinert oder ganz aufgelöst. (Frühere italienische Divisionen siehe Liste italienischer Großverbände)
- Infanteriedivision Aosta
- Infanteriedivision Avellino
- Infanteriedivision Cremona
- Infanteriedivision Folgore
- Infanteriedivision Friuli
- Infanteriedivision Granatieri di Sardegna
- Infanteriedivision Legnano
- Infanteriedivision Mantova
- Infanteriedivision Pinerolo
- Infanteriedivision Trieste

### Japan

#### Kaiserreich
Gardedivisionen
- 1. Garde-Division (Japanisches Kaiserreich)
- 2. Garde-Division (Japanisches Kaiserreich)
- 3. Garde-Division (Japanisches Kaiserreich)

Infanteriedivisionen
Das Kaiserlich Japanische Heer hatte in seinem Bestehen zwischen 1867 und 1945 insgesamt 167 Infanteriedivisionen aufgestellt, siehe Liste der Divisionen des Kaiserlich Japanischen Heeres.

#### Bodenselbstverteidigungsstreitkräfte
Die Bodenselbstverteidigungsstreitkräfte Japans verfügen neben anderen Einheiten über acht Infanteriedivisionen:
- 1. Division (Japan)
- 2. Division (Japan)
- 3. Division (Japan)
- 4. Division (Japan)
- 6. Division (Japan)
- 8. Division (Japan)
- 9. Division (Japan)
- 10. Division (Japan)

### Singapur
- 3rd Division (Singapur)
- 6th Division (Singapur)
- 9th Division (Singapur)
- 21st Division (Singapur)
- 25th Division (Singapur)

### Sowjetunion
- Für die Bezeichnung der sowjetischen Schützendivisionen und den mit Panzern ausgerüsteten motorisierten Schützendivisionen, sowie Kavallerie- und Gebirgs-Divisionen, siehe unter: Schematische Kriegsgliederung der Roten Armee am 22. Juni 1941
- Riga-Berliner Schützendivision

### Spanien
- Blaue Division (División Azul bzw. División Española de Voluntarios)

Verbände der Republikanischen Armee (1931–1939)
- 1. Division (Zweite Spanische Republik)
- 2. Division (Zweite Spanische Republik)
- 3. Division (Zweite Spanische Republik)
- 4. Division (Zweite Spanische Republik)
- 5. Division (Zweite Spanische Republik)
- 6. Division (Zweite Spanische Republik)
- 7. Division (Zweite Spanische Republik)
- 8. Division (Zweite Spanische Republik)
- 9. Division (Zweite Spanische Republik)
- 10. Division (Zweite Spanische Republik)
- 11. Division (Zweite Spanische Republik)
- 12. Division (Zweite Spanische Republik)
- 13. Division (Zweite Spanische Republik)
- 14. Division (Zweite Spanische Republik)
- 15. Division (Zweite Spanische Republik)
- 16. Division (Zweite Spanische Republik)
- 17. Division (Zweite Spanische Republik)
- 18. Division (Zweite Spanische Republik)
- 19. Division (Zweite Spanische Republik)
- 20. Division (Zweite Spanische Republik)
- 21. Division (Zweite Spanische Republik)
- 22. Division (Zweite Spanische Republik)
- 23. Division (Zweite Spanische Republik)
- 24. Division (Zweite Spanische Republik)
- 25. Division (Zweite Spanische Republik)
- 26. Division (Zweite Spanische Republik)
- 27. Division (Zweite Spanische Republik)
- 28. Division (Zweite Spanische Republik)
- 30. Division (Zweite Spanische Republik)
- 31. Division (Zweite Spanische Republik)
- 32. Division (Zweite Spanische Republik)
- 33. Division (Zweite Spanische Republik)
- 34. Division (Zweite Spanische Republik)
- 35. Division (Zweite Spanische Republik)
- 36. Division (Zweite Spanische Republik)
- 37. Division (Zweite Spanische Republik)
- 38. Division (Zweite Spanische Republik)
- 39. Division (Zweite Spanische Republik)
- 40. Division (Zweite Spanische Republik)
- 41. Division (Zweite Spanische Republik)
- 42. Division (Zweite Spanische Republik)
- 43. Division (Zweite Spanische Republik)
- 44. Division (Zweite Spanische Republik)
- 45. Division (Zweite Spanische Republik)
- 46. Division (Zweite Spanische Republik)
- 47. Division (Zweite Spanische Republik)
- 48. Division (Zweite Spanische Republik)
- 49. Division (Zweite Spanische Republik)
- 50. Division (Zweite Spanische Republik)
- 51. Division (Zweite Spanische Republik)
- 52. Division (Zweite Spanische Republik)
- 53. Division (Zweite Spanische Republik)
- 54. Division (Zweite Spanische Republik)
- 55. Division (Zweite Spanische Republik)
- 56. Division (Zweite Spanische Republik)
- 57. Division (Zweite Spanische Republik)
- 58. Division (Zweite Spanische Republik)
- 59. Division (Zweite Spanische Republik)
- 60. Division (Zweite Spanische Republik)
- 61. Division (Zweite Spanische Republik)
- 62. Division (Zweite Spanische Republik)
- 63. Division (Zweite Spanische Republik)
- 64. Division (Zweite Spanische Republik)
- 65. Division (Zweite Spanische Republik)
- 66. Division (Zweite Spanische Republik)
- 67. Division (Zweite Spanische Republik)
- 68. Division (Zweite Spanische Republik)
- 69. Division (Zweite Spanische Republik)
- 70. Division (Zweite Spanische Republik)
- 71. Division (Zweite Spanische Republik)
- 72. Division (Zweite Spanische Republik)
- 77. Division (Zweite Spanische Republik)
- C Division (Zweite Spanische Republik)

Verbände Nationalspaniens
- 1a División de Navarra
- 13a División del Ejército Nacional
- 40a División del Ejército Nacional
- 50a División del Ejército Nacional
- 74a División del Ejército Nacional
- 84a División del Ejército Nacional
- 105a División del Ejército Nacional

### USA
- 1st Infantry Division „Big Red One“
- 2nd Infantry Division „Indian head“
- 3rd Infantry Division „Rock of the Marne“
- 4th Infantry Division „Ivy Division“
- 5th Infantry Division „Red Diamond Division“, „Red Devils“
- 6th Infantry Division „Red Star“
- 7th Infantry Division „Hourglass“, „Bayonet“
- 8th Infantry Division „Golden Arrow Division“, „Pathfinder Division“
- 9th Infantry Division „Old Reliables“
- 23rd Infantry Division „Americal Division“
- 24th Infantry Division „Victory Division“
- 25th Infantry Division „Tropic Lightning“
- 26th Infantry Division „Yankee Division“
- 27th Infantry Division „New York“
- 28th Infantry Division „Keystone Division“
- 29th Infantry Division „Blue and gray“
- 30th Infantry Division „Old Hickory“
- 31st Infantry Division „Dixie Division“
- 32nd Infantry Division „Red Arrow Division“
- 33rd Infantry Division „Illinois Division“
- 34th Infantry Division „Red Bull Division“
- 35th Infantry Division „Santa Fe“
- 36th Infantry Division „Texas Division“
- 37th Infantry Division „Buckeye Division“
- 38th Infantry Division „Cyclone Division“
- 40th Infantry Division „Sunshine Division“
- 41st Infantry Division „Jungleers“, „Sunset Division“
- 42nd Infantry Division „Rainbow Division“
- 43rd Infantry Division „Winged Victory Division“
- 44th Infantry Division
- 45th Infantry Division „Thunderbird Division“
- 63rd Infantry Division „Blood and Fire“
- 65th Infantry Division „Battle-axe“
- 66th Infantry Division „Black Panther Division“
- 69th Infantry Division
- 70th Infantry Division „Trailblazers“
- 71st Infantry Division „The Red Circle“
- 75th Infantry Division
- 76th Infantry Division „Onaway Division“, „Liberty Bell Division“
- 77th Infantry Division „Statue of Liberty Division“
- 78th Infantry Division „Lightning Division“
- 79th Infantry Division „Cross of Lorraine Division“
- 80th Infantry Division „Blue Ridge“
- 81st Infantry Division „Wildcat Division“
- 83rd Infantry Division „Thunderbolt Division“, „Ohio“
- 84th Infantry Division „Railsplitters“
- 85th Infantry Division „Custer Division“
- 86th Infantry Division „Blackhawk Division“
- 87th Infantry Division „Golden Acorn Division“
- 88th Infantry Division „Blue Devil Division“, „Clover Leaf Division“
- 89th Infantry Division „Rolling W“, „Middle West Division“
- 90th Infantry Division „Tough 'Ombres“, „Texas-Oklahoma Division“
- 91st Infantry Division „Powder River Division“
- 92nd Infantry Division „Buffalo Division“
- 93rd Infantry Division
- 94th Infantry Division „Neuf-cats“
- 95th Infantry Division „Victory Division“, „OK Division“
- 96th Infantry Division „Deadeye Division“
- 97th Infantry Division „Trident“
- 98th Infantry Division „Iroquois“
- 99th Infantry Division „Battle Babies“, „Checkerboard Division“
- 100th Infantry Division „Century Division“
- 102nd Infantry Division „Ozark Division“
- 103rd Infantry Division „Cactus Division“
- 104th Infantry Division „Timberwolf Division“
- 106th Infantry Division „Golden Lion Division“

## Luftlande- und Fallschirmjägerdivisionen

### Deutschland

#### Wehrmacht
- 1. Fallschirmjäger-Division
- 2. Fallschirmjäger-Division
- 3. Fallschirmjäger-Division
- 4. Fallschirmjäger-Division
- 5. Fallschirmjäger-Division
- 6. Fallschirmjäger-Division
- 7. Fallschirmjäger-Division
- 8. Fallschirmjäger-Division
- 9. Fallschirmjäger-Division
- 10. Fallschirmjäger-Division
- 11. Fallschirmjäger-Division
- 20 Fallschirmjäger-Division
- 21. Fallschirmjäger-Division
- Fallschirmjäger-Division Erdmann

#### Bundeswehr
- Division Schnelle Kräfte
- Division Spezielle Operationen
- 1. Luftlandedivision

### Großbritannien
- 1st Airborne Division
- 6th Airborne Division

### Japan
- Dai-1 Teishin Shūdan „1. Luftsturmdivision“ des Kaiserlich Japanischen Heeres

### USA
- 11th Airborne Division „The Angels“
- 13th Airborne Division „Black Cat Division“
- 17th Airborne Division „Thunder from Heaven“
- 82nd Airborne Division „All American“, „America’s Guard of Honor“
- 101st Airborne Division „The Screaming Eagles“

## Gebirgsjägerdivisionen

### Deutschland

#### Wehrmacht
- 1. Gebirgs-Division
- 2. Gebirgs-Division
- 3. Gebirgs-Division
- 4. Gebirgs-Division
- 5. Gebirgs-Division
- 6. Gebirgs-Division
- 7. Gebirgs-Division
- 8. Gebirgs-Division
- 9. Gebirgs-Division
- 188. Gebirgs-Division

#### Waffen-SS
- 6. SS-Gebirgs-Division „Nord“
- 7. SS-Freiwilligen-Gebirgs-Division „Prinz Eugen“
- 13. Waffen-Gebirgs-Division der SS „Handschar“ (mit Kroaten)
- 21. Waffen-Gebirgs-Division der SS „Skanderbeg“ (mit Albanern)
- 23. Waffen-Gebirgs-Division der SS „Kama“ (mit Kroaten)
- 24. Waffen-Gebirgs-(Karstjäger-)Division der SS (mit Italienern)

#### Bundeswehr
- 1. Gebirgsdivision

### Italien
- 1. Alpini-Division „Taurinense“
- 2. Alpini-Division „Tridentina“
- 3. Alpini-Division „Julia“
- 4. Alpini-Division „Cuneense“
- 5. Alpini-Division „Pusteria“
- 6. Alpini-Division „Alpi Graie“

### USA
- 10th Mountain Division